# Bengt von Heijne
Bengt David von Heijne, född den 13 juni 1896 i Stockholm, död den 8 maj 1971 i Djursholm, Danderyds församling, Stockholms län, var en svensk bankman. Han var son till David von Heijne och far till Ingemar von Heijne.
von Heijne avlade reservofficersexamen 1916 och juris kandidatexamen vid Stockholms högskola 1919. Han genomförde tingstjänstgöring 1919–1921. von Heijne var anställd vid Skaraborgs enskilda bank i Stockholm från 1921. Han var ombudsman och chef för notariatsavdelningen där 1922–1942, direktör 1942–1960 och styrelseledamot 1951–1960. von Heijne blev fänrik i Kronobergs regementes reserv 1916, underlöjtnant där 1919, löjtnant 1923 och kapten 1940. Han vilar på Djursholms begravningsplats.